# 柊野

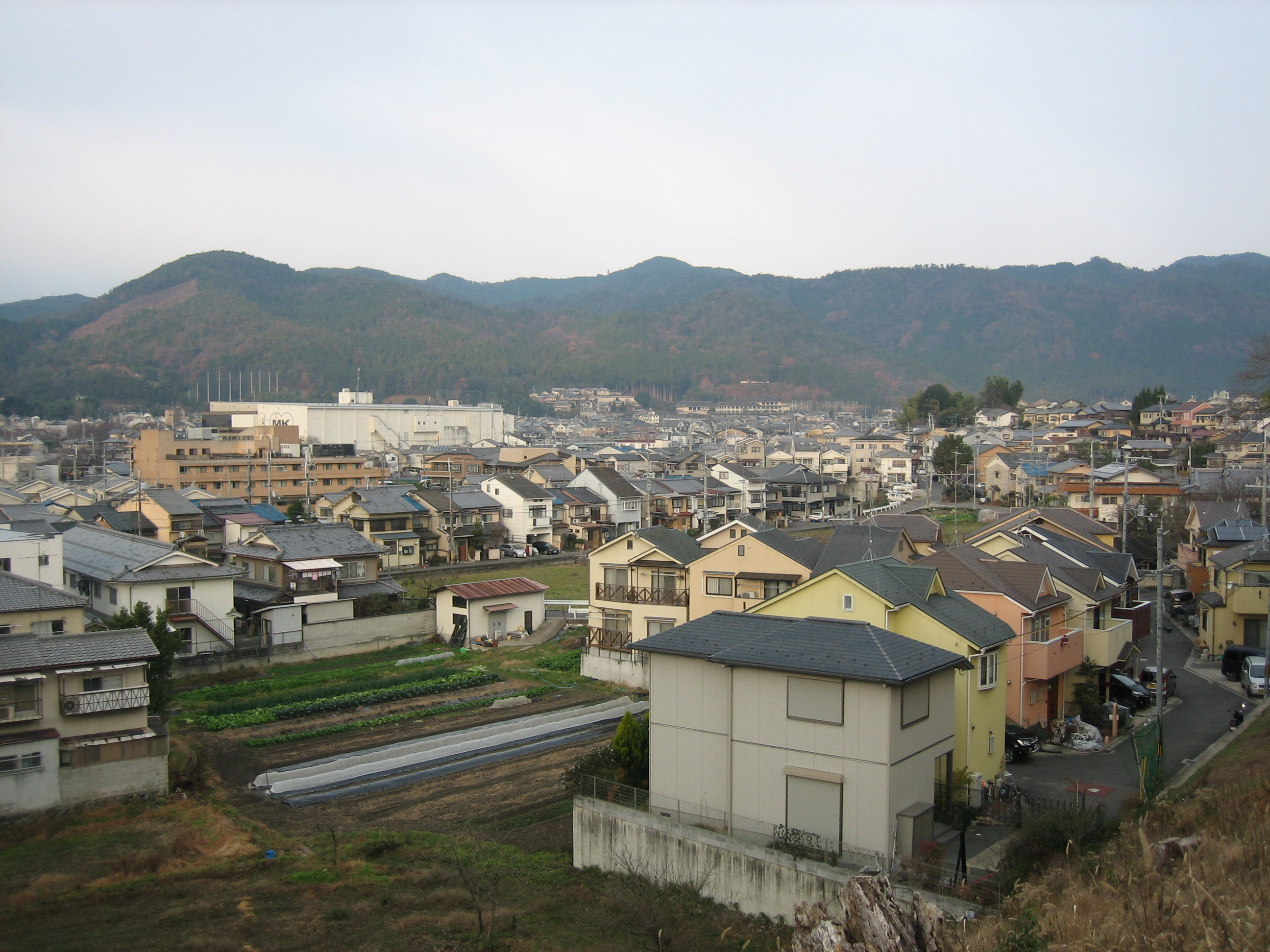
柊野地域一帯

柊野（ひらぎの）は、京都市北区の鴨川（賀茂川）左岸、上賀茂地域西北部の名称である。

## 概要

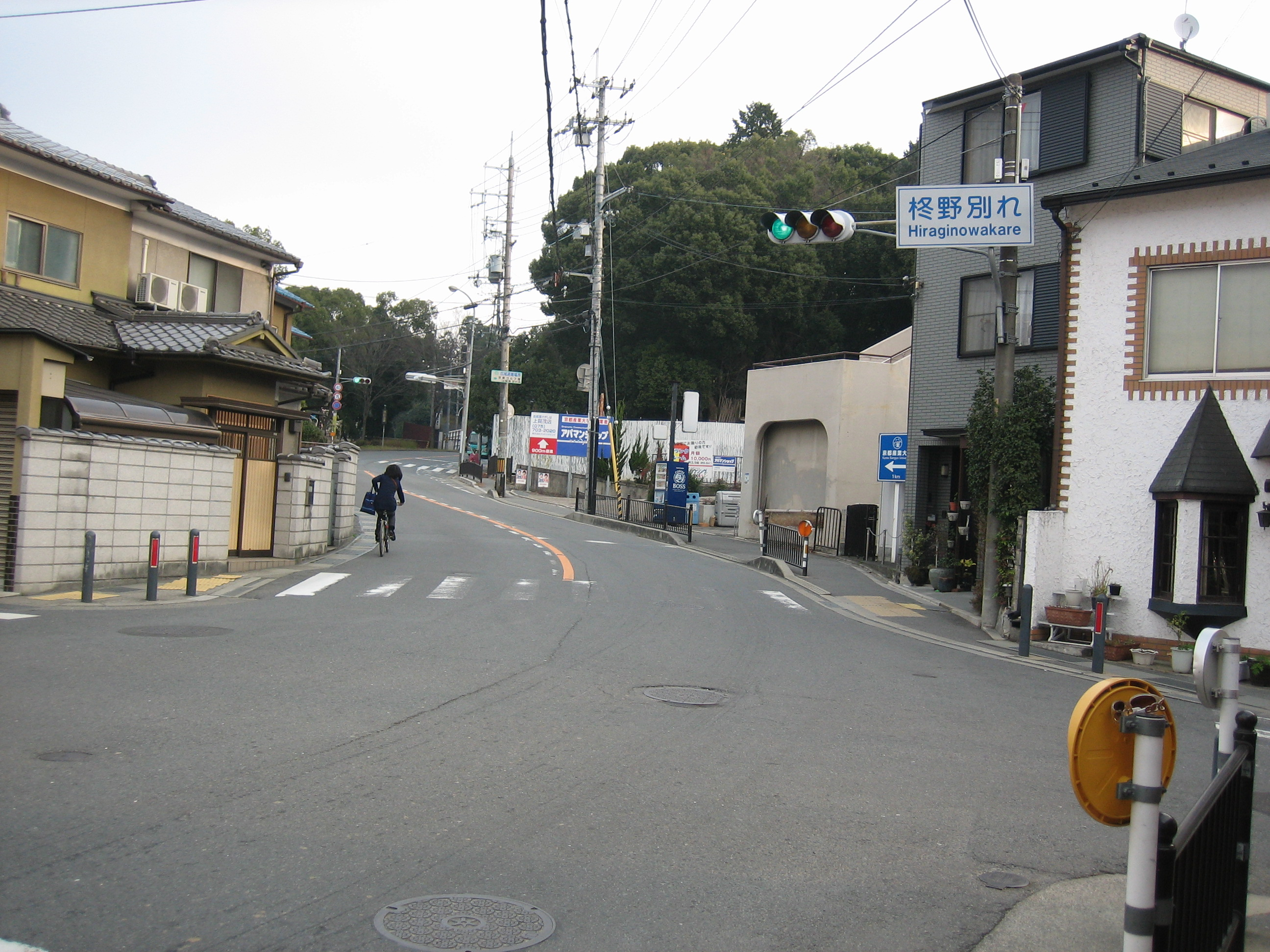
柊野別れ交差点

周囲一面に柊（ひいらぎ）が生え繁っていたことに由来している。賀茂別雷神社（上賀茂神社）領だった土地に田畑が開かれて発展したため、「拓き野」「新羅野」がなまったものだとする説もある。
柊野地域は主に、旧鞍馬街道（京都府道38号京都広河原美山線）に近い上ノ段（うえのだん）、雲ケ畑街道（京都府道61号京都京北線）に近い下ノ段（したのだん）、それらの中間域中ノ段（なかのだん）、両街道が分岐する、上賀茂朝露ヶ原町・葵之森町の両町域別れ（わかれ）の4つに区分される。
柊野学区は、上述の柊野地域（上賀茂地域西北部）と西賀茂地域中東部を含めた区域で、賀茂川を挟んで両岸に広がっている。2010年（平成22年）4月現在で4848世帯、11754人が居住している。土地区画整理事業が順次進められたことから、昭和中期以降に人口が急増。特に、新興住宅地の造成とともに、若い世代の流入が目立っている。これにより、柊野自治連合会が京都市営バスの地域への運行を要望、2014年3月より地域内に停留所5か所を設置したうえで、特37号系統の試験運行が開始された。
1993年に発売された日本語フォント「ヒラギノ」は当地が由来である（詳細は「ヒラギノ」を参照）。

## 歴史
室町時代までは、上賀茂神社以北の貴船（貴布祢）までの所領は上賀茂神社領であったという。太閤検地により広大な荘園が没収され、朱印地としてわずかの境内地だけが残された。17世紀中期に、寺社奉行の認可の下で柊原新田が開拓され、上賀茂村の枝郷として成立したという。ここは後に、上賀茂神社領に追加された。
1700年（元禄13年）『山城国郷帳』、1716年（享保元年）『山城国高八郡村名帳』にはそれぞれ、柊原新田一帯が上賀茂村に含まれていた旨の記述がある一方で、1701年（元禄14年）『元禄十四年実測大絵図』と1705年（宝永2年）『洛中洛外絵図』など、この時期に描かれた地図には柊野村との地名にあわせて村落の存在が見て取れる。
1869年（明治2年）に村落一帯は愛宕郡上賀茂村に併合された。その後1931年（昭和6年）に京都市上京区に編入、1955年（昭和30年）に分区・新設の北区に含められた。

## 教育

### 京都市立柊野小学校
地元住民の土地提供により、1979年（昭和54年）に上賀茂小学校柊野分校を発足。翌年の1980年に、大宮学区域から分離された左岸の西賀茂地域を加えて、柊野学区を確立して開校した。通学路を確保するために、同時期に賀茂川通学橋が建設された。「女夫岩」（めおといわ）が校内に存在する。金管バンドホリーズをはじめ、7つのクラブが部活動を行っている。
雲ケ畑地域の住民らで作る「雲ケ畑自治振興会」は、雲ケ畑小学校を2012年（平成24年）から休校し、地域の児童を柊野小学校に通えるよう求める要望書を京都市教育委員会に提出。教育委員会も要望を受け入れる意向を示した。この要望書通りに、同年4月より柊野小学校に通学することになった。

## 名所・旧跡

### 神山（こうやま）

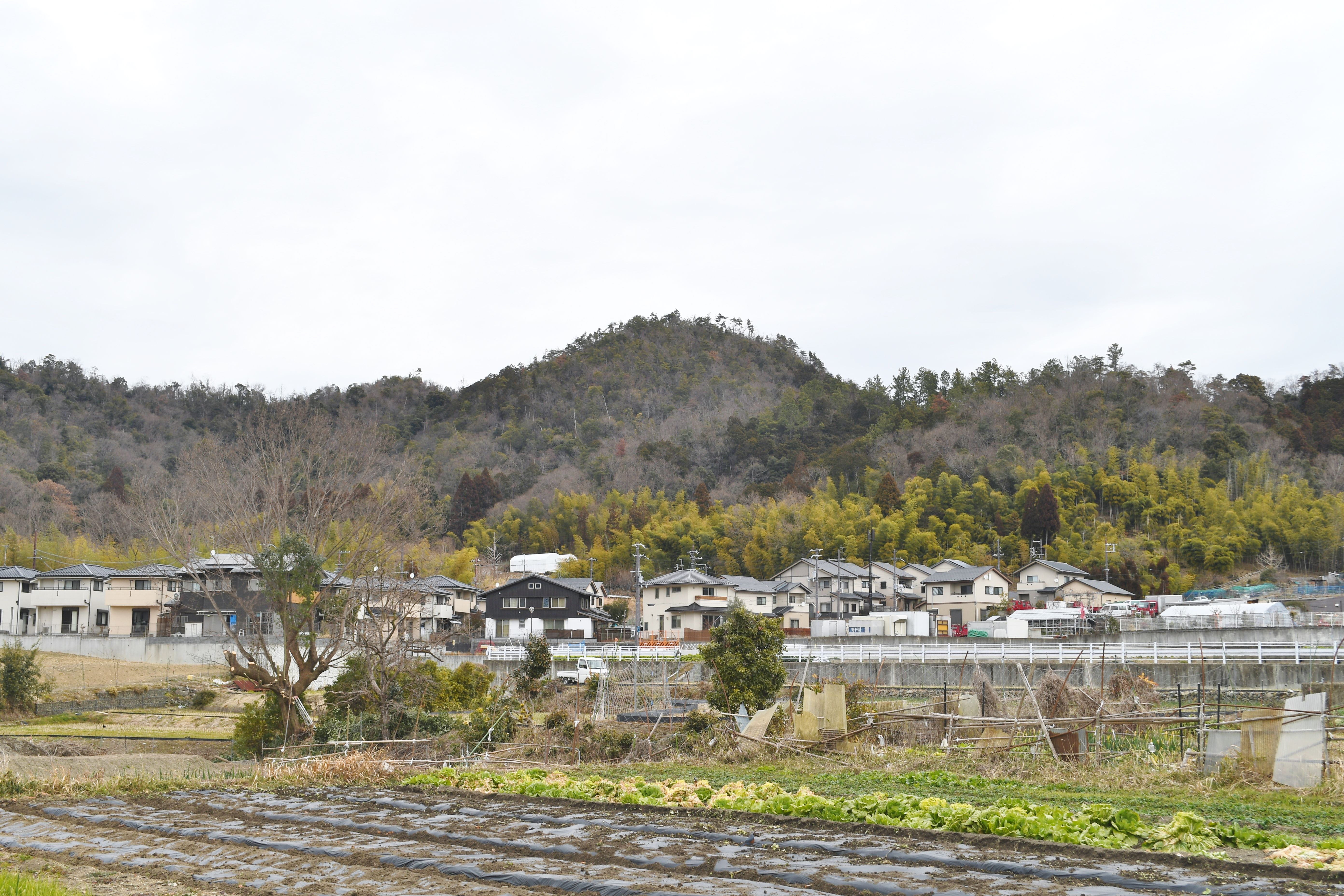
神山（こうやま）

かつては「かもやま」と読み、後になまって「こうやま」と呼ばれるようになったという。上賀茂神社の真北に位置する301.5mの山で、三角点が設置されている。上賀茂神社祭神・賀茂別雷命が降臨した山とされ、頂上に「降臨石」と名付けられた岩塊が残存している。また、上賀茂神社の境内には「立砂」という、神山を擬して砂で作った円錐状の2体のモニュメントがある。
古来より上賀茂神社周辺を、歌枕として多くの歌人が題材として用いており、新古今和歌集を代表する歌人で斎院の式子内親王と後鳥羽上皇に、神山にちなむ歌がある。京都産業大学の学歌にも含まれるなど、現代に至るまで多くの人に親しまれている。
また一帯には京都ゴルフ倶楽部のゴルフ場が占領期に建設され、営業されている。
周辺一帯は歴史的風土特別保存地区に指定され、景観の保全が図られている。

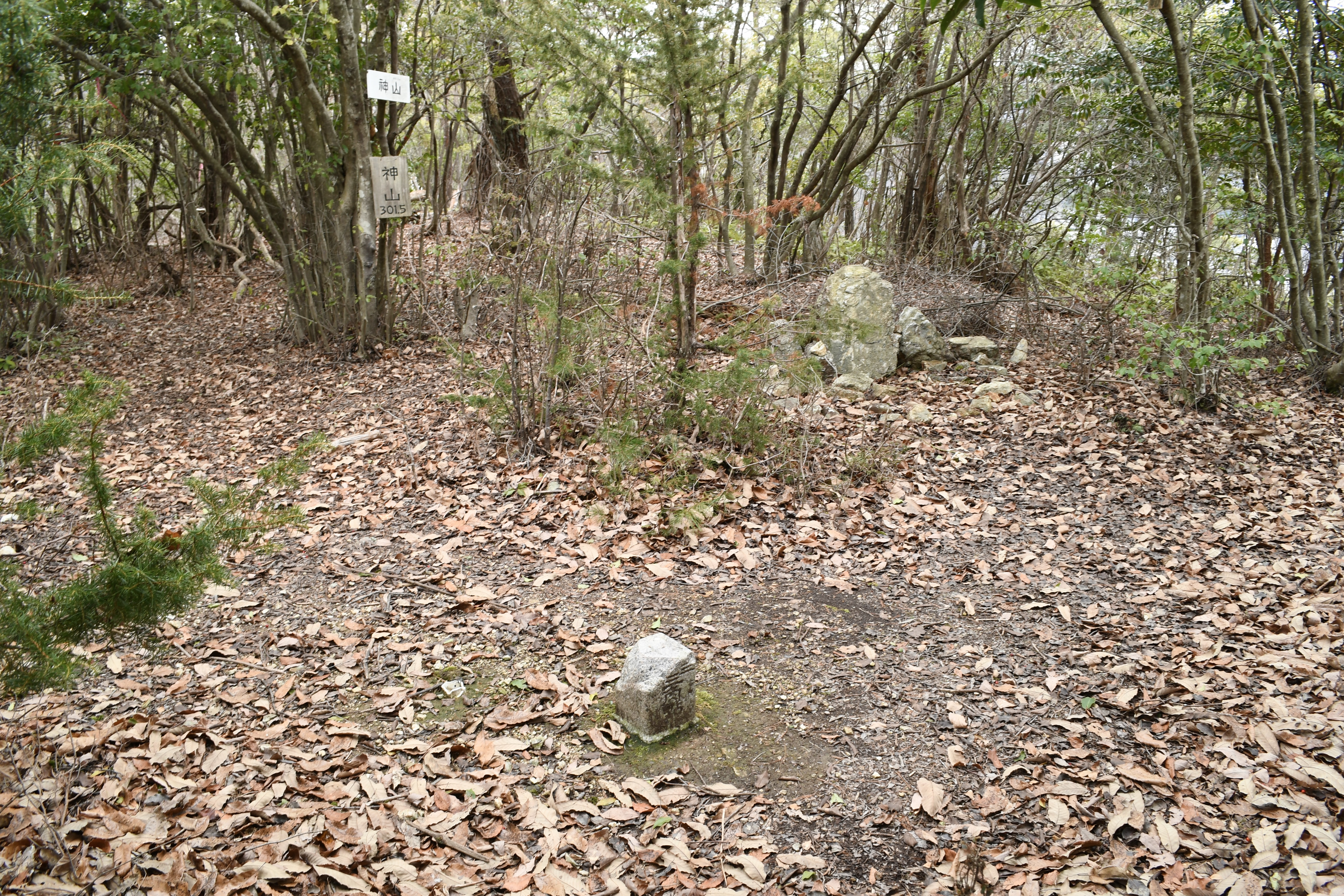
山頂の三角点
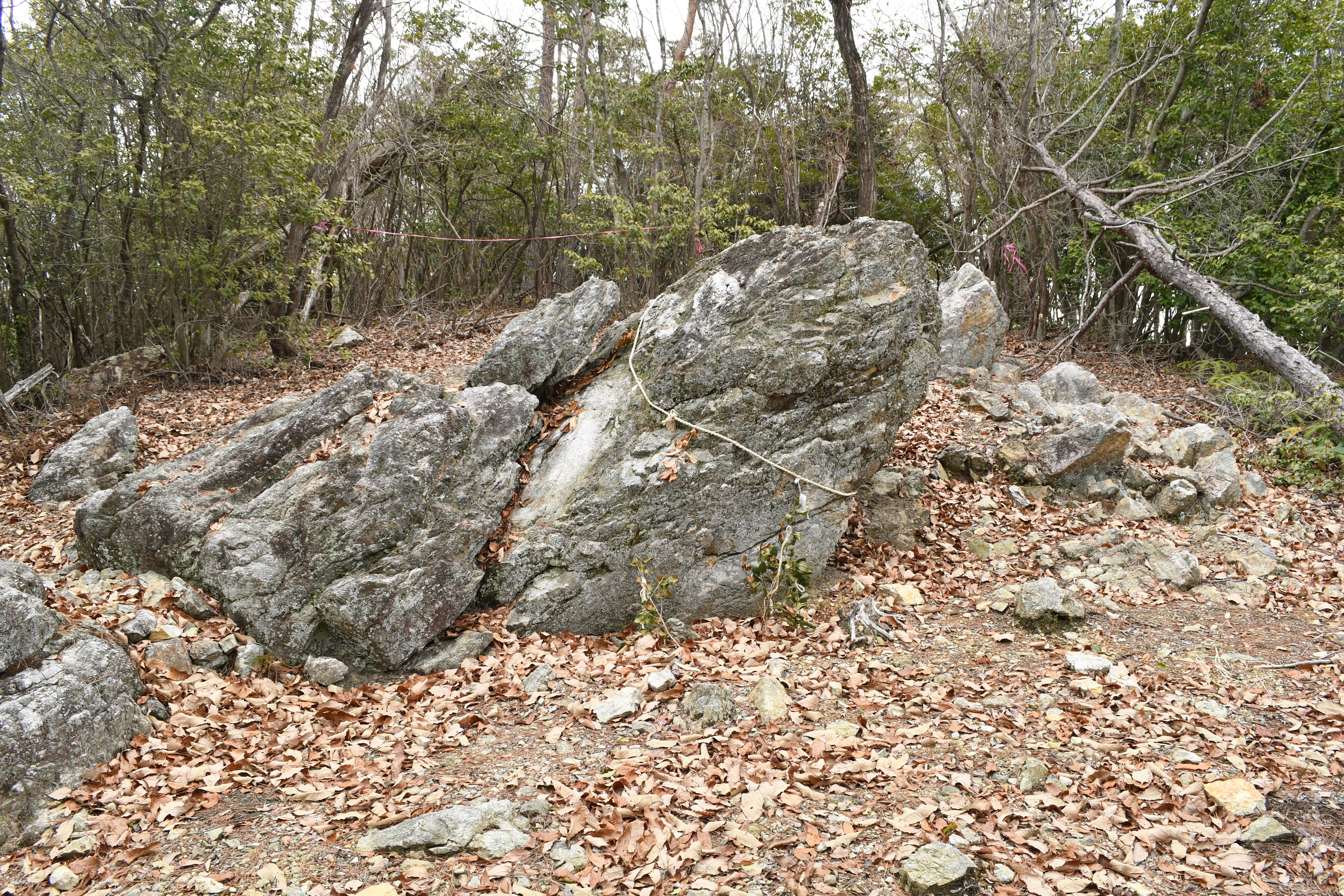
垂迹石（降臨石）

### 十三石山（じゅうさんこくやま）
柊野と雲ケ畑両地域の中間にある495.5mの山で、三角点が設置されている。かつて雲ケ畑地域との往来には、雲ケ畑川沿いではなく、この山付近に位置する満樹峠（まんじゅとうげ）を越えていった。この山の山年貢が十三石だったことに由来する名称とされる。
かつて上賀茂神社領であったこの山は、上述の通り太閤検地で禁裏御料となった。1608年（慶長13年）には上賀茂村の請山（うけやま）となり、「上賀茂西四町年貢帳ニ十三石山 仙洞御所様御領ニ罷成…山手十三石納米」という記載が見られる。北方に位置する雲ケ畑の三村（出谷村、中畑村、中津川村）は、請山の権利を有する上賀茂村に、道米銀（通行料）を拠出して通行を許可してもらっていたが、19世紀初頭には雲ケ畑三村と上賀茂村との間で、山論が高じて死人も出たほど争われたという。明治初期には一旦雲ケ畑村の所属になったものの、1890年（明治23年）に上賀茂村へ所属が変更された。

### 女夫岩（めおといわ）

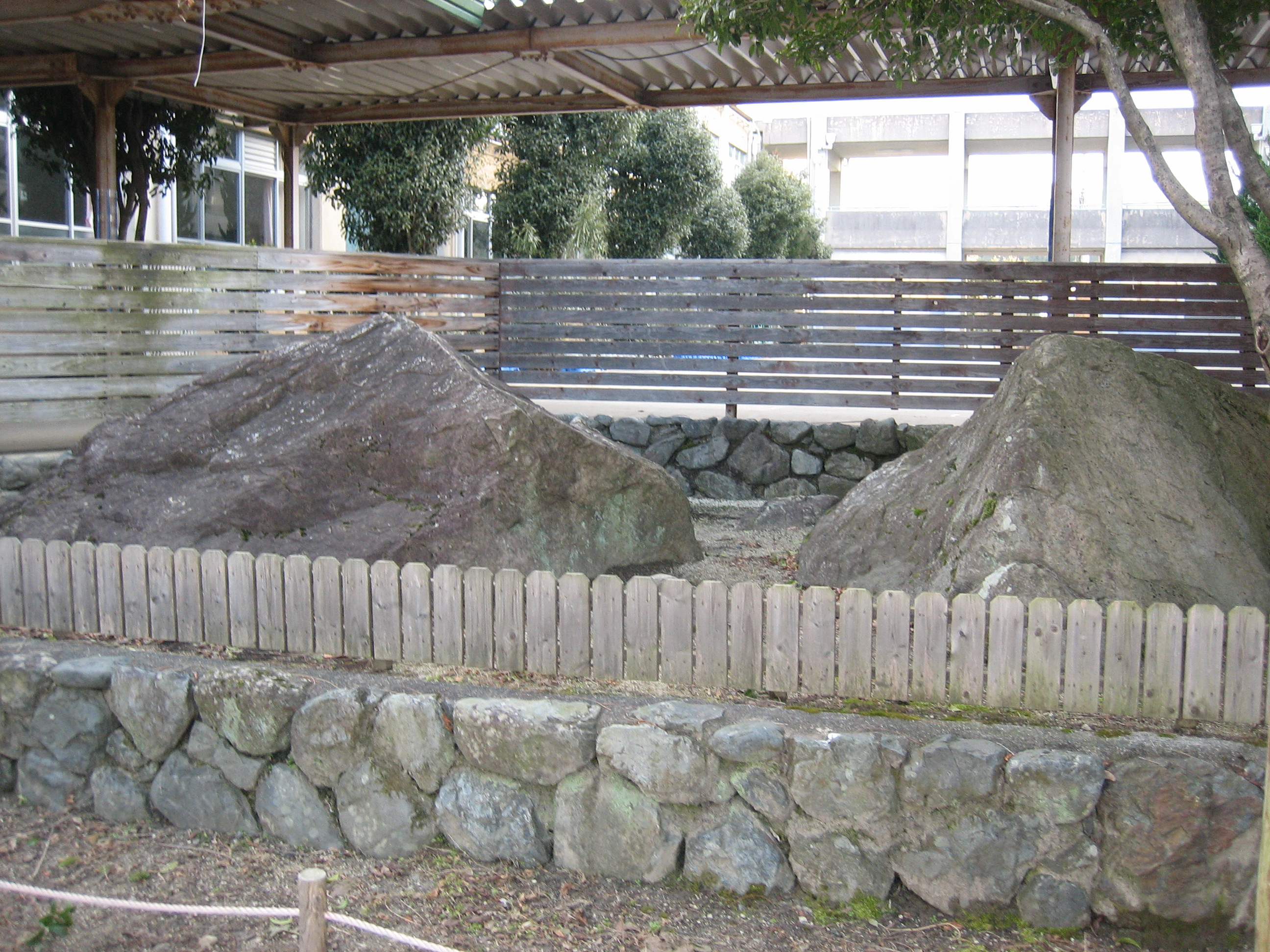
女夫岩（めおといわ）

柊野小学校の校内に残る。女夫岩の名の通り、2つの岩が露出している。岩の高さはいずれも約1.5m。付近の町名の由来にもなっているが、詳しい縁起や伝承などを伝える古文献などは見当たらない。

### 貴船神社（きふねじんじゃ）

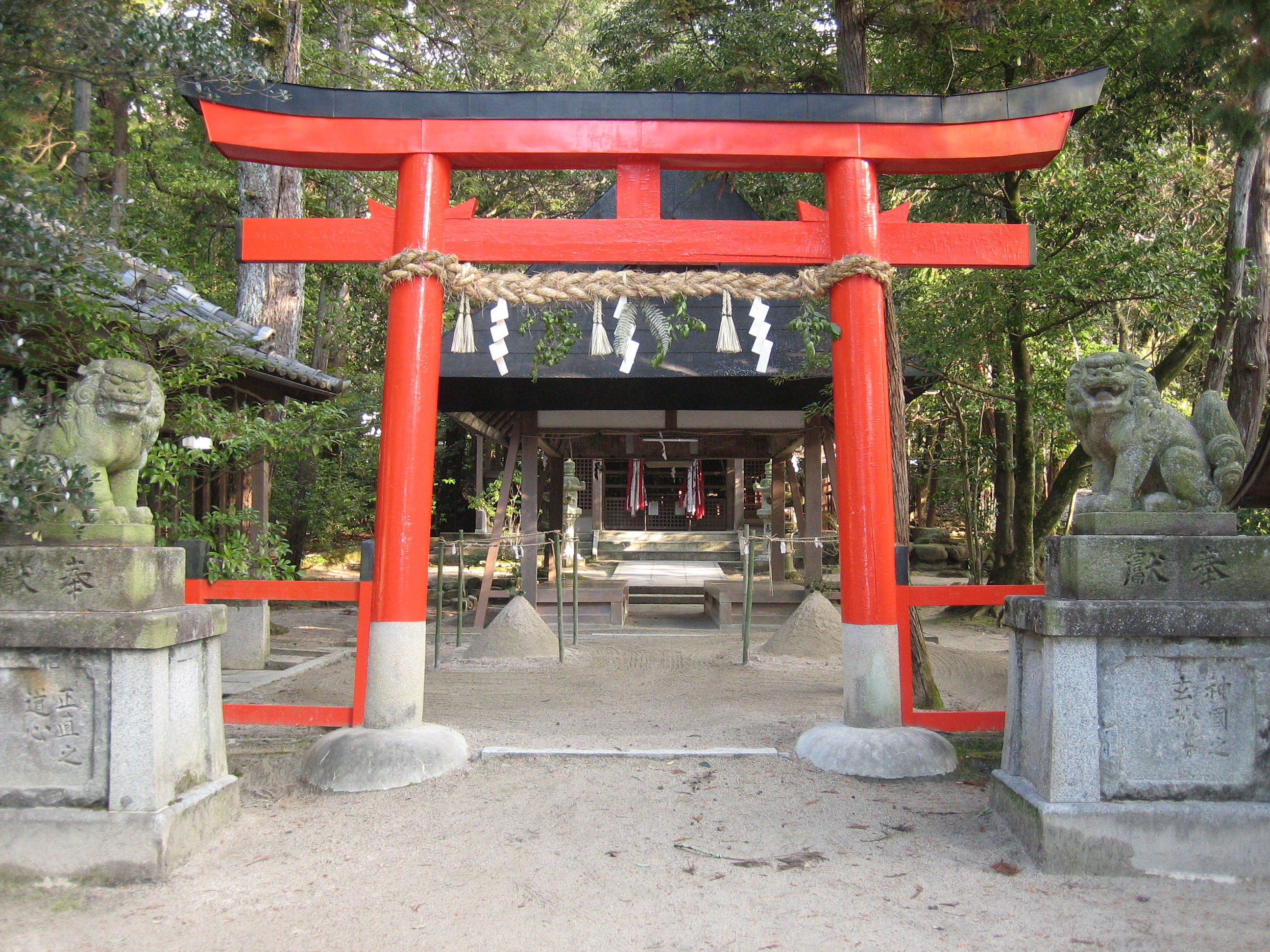
貴船神社

他の貴船神社と区別するために、柊野貴船神社とも称される。鞍馬の貴船神社から分霊され、雨水を司る高龗神（たかおかみのかみ）･闇龗神（くらおかみのかみ）を祀っている。一説には1663年（寛文3年）建立とされるものの、正確な時期は不明である。拝殿前には上賀茂神社に類似した立砂が配置されている。本殿横にため池を有し、農業生産の神として信仰されるほか、例年9月には「貴船神社奉納相撲大会」が行われている。
稲穂につく害虫を集めて追い払う神事「虫送り」が例年7月下旬に行われる。神社境内で護摩木を焚き、炎を数十本のたいまつに移し、そのたいまつを抱えて地域内を回りながら鴨川河川敷までの約2キロの道のりを1時間かけて練り歩く。地域の農家減少の影響から、昭和50年代からは境内でたいまつを燃やすのみであったが、伝統行事を次世代へ伝えようとの働きかけがなされ、2013年（平成25年）から住民による練り歩きが再開した。

## 名物
チリツバキ（散椿）
志久呂橋（しくろばし）東詰の一般民家内に生育しており、1984年、京都市指定天然記念物として指定された。本来1本の樹木であるが、後に土盛りされたことから、地上では4本となっている。花は赤と白の咲き分けで、毎年4月には見事な花がつく。この花は、チリツバキの名のとおり花弁がそれぞれ離れて散る。
柊野ささげ
マメ科の一年草で、6月から11月にかけて栽培、収穫される。「三尺ささげ」とも呼ばれる。17世紀頃から栽培され、かつてはお盆には仏前に供えていたという。ごま和え、お浸し、天ぷらに料理される。

## 地域活動
柊野まつり
各町内や団体が屋台を出し、盆踊りで盛り上がる学区最大のイベント。8月第1日曜日に西賀茂橋南側で開催される。
柊野ブラックジャガー
地域の少年野球チームである。

## 柊野ギャラリー

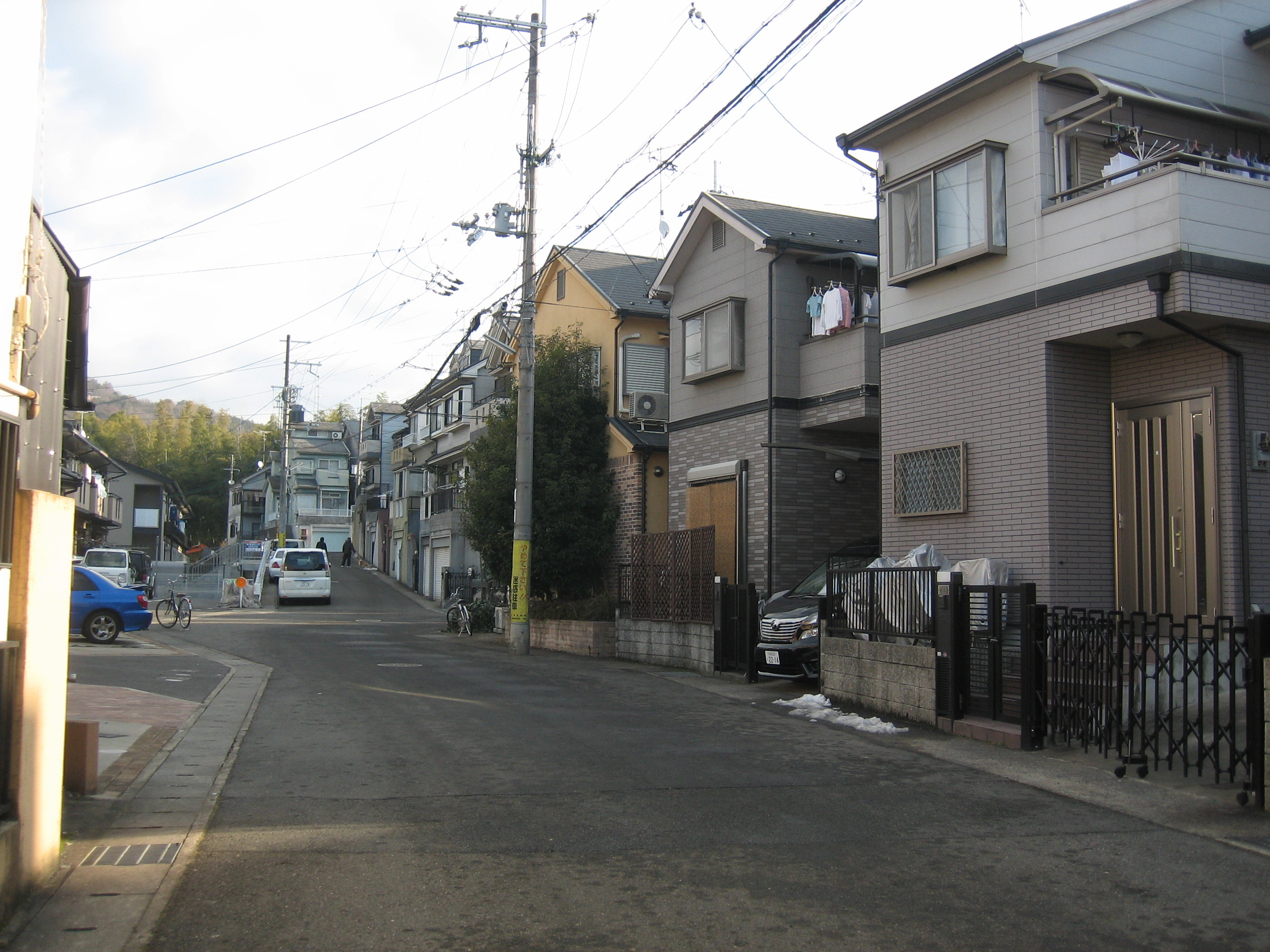
上賀茂津ノ国町 新興住宅地が立ち並ぶ
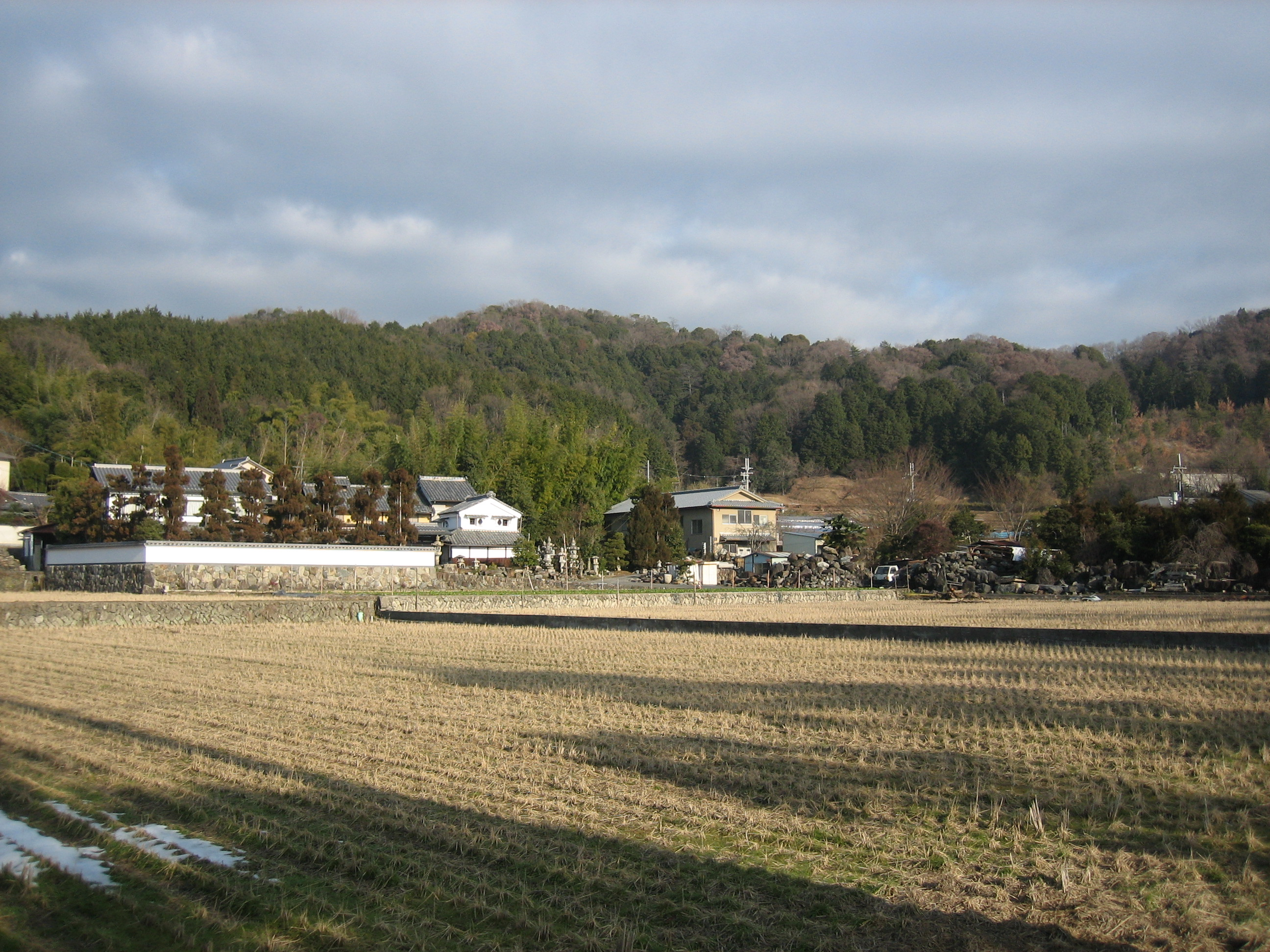
上賀茂壱町口町 旧家と田園風景
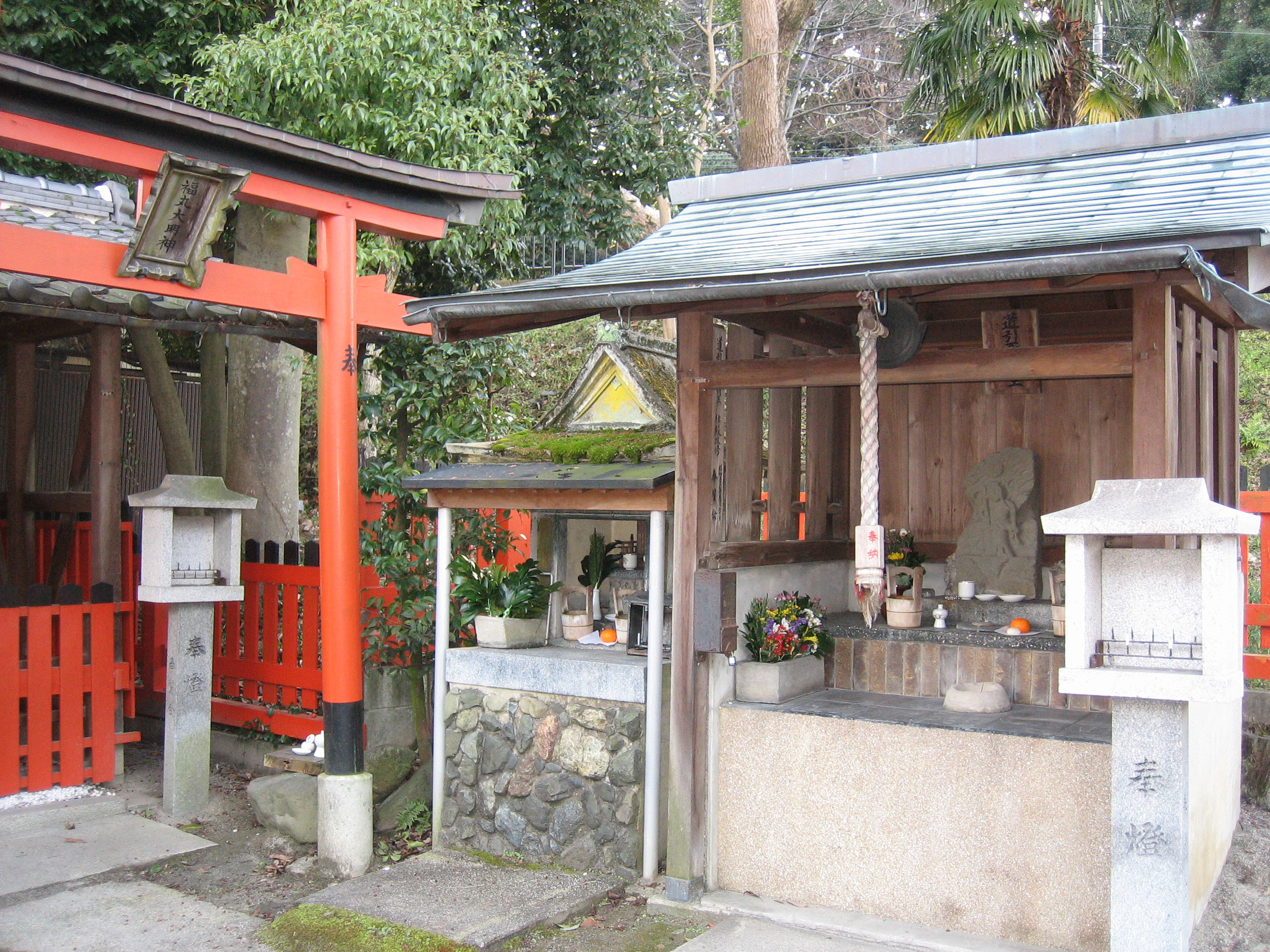
柊野別れ近くに祀られる福丸大明神
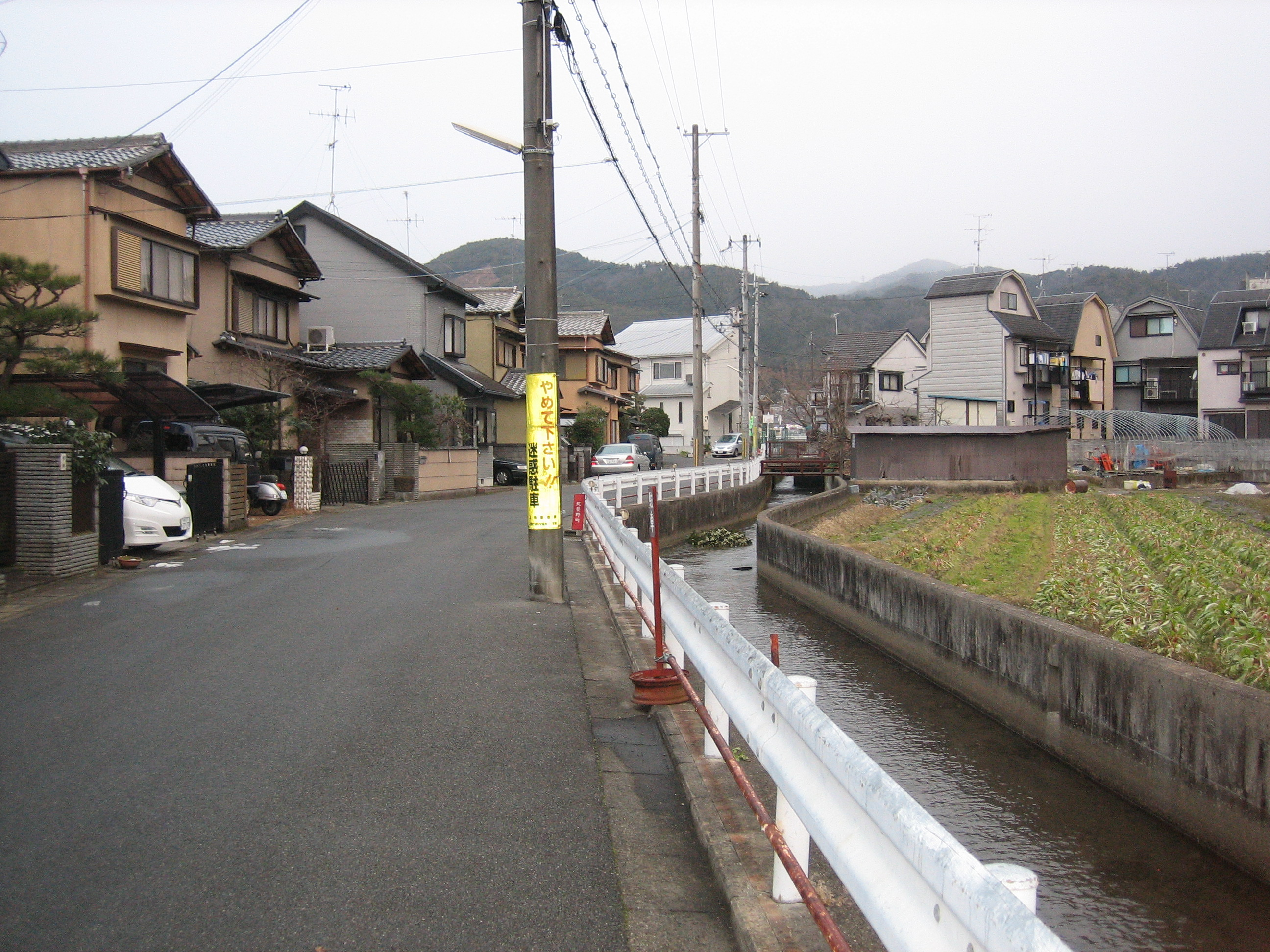
上賀茂朝露ケ原町 明神川が沿う小道